# Vernon, Texas
Vernon är en stad i den amerikanska delstaten Texas med en yta av 21 km² och en folkmängd som uppgår till 11 077 invånare (2005). Vernon är administrativ huvudort i Wilbarger County.

## Kända personer från Vernon
- Roy Orbison, sångare
- Jack Teagarden, jazztrombonist och vokalist